# Travesio
Travesio là một đô thị ở tỉnh Pordenone trong vùng Friuli-Venezia Giulia, có cự ly khoảng 100 km về phía tây bắc của Trieste và khoảng 30 km về phía đông bắc của Pordenone. Tại thời điểm ngày 31 tháng 12 năm 2004, đô thị này có dân số 1.816 người và diện tích là 28,8 km².
Travesio giáp các đô thị: Castelnovo del Friuli, Meduno, Pinzano al Tagliamento, Sequals, Tramonti di Sotto.